# Dušan Hauptman
Dušan Hauptman, slovenski košarkar in trener, * 17. september 1960, Ljubljana.
Hauptman je vso svojo člansko kariero igral tudi za Smelt Olimpijo, za katero je med letoma 1982 in 1998 odigral sedemnajst zaporednih sezon. Igral je na položaju branilca in imel dober met za tri točke. Kot eden glavnih nosilcev igre je Olimpijo pomagal popeljati do dveh največjih uspehov kluba, osvojitve Evropskega pokala v sezoni 1993/94 in tretjega mesta v Evroligi v sezoni 1996/97.
Bil je član jugoslovanske B reprezentance in slovenske reprezentance, s katero je nastopil na Evropskem prvenstvu 1995.
29. januarja 2023 so v klubu Cedevita Olimpija upokojili njegov dres s številko 10.